# Theodore F. Green
Theodore Francis Green, född 2 oktober 1867 i Providence, Rhode Island, död 19 maj 1966 i Providence, Rhode Island, var en amerikansk demokratisk politiker. Han var guvernör i delstaten Rhode Island 1933-1937. Han representerade sedan Rhode Island i USA:s senat 1937-1961. Han var ordförande i senatens utrikesutskott 1957-1959.
Green utexaminerades 1887 från Brown University. Han studerade sedan juridik vid Harvard Law School och fortsatte studierna i de tyska städerna Bonn och Berlin. Han inledde 1892 sin karriär som advokat i Rhode Island. Han deltog i spansk-amerikanska kriget som officer i infanteriet. Han var verksam inom bankbranschen 1900-1929.
Green kandiderade utan framgång i tre guvernörsval. Fjärde gången lyckades han. Green besegrade ämbetsinnehavaren Norman S. Case i guvernörsvalet 1932. Han omvaldes 1934 och efterträddes 1937 som guvernör av Robert E. Quinn.
Green besegrade sittande senatorn Jesse H. Metcalf i senatsvalet 1936. Han omvaldes 1942, 1948 och 1954. Han var en stark anhängare av Franklin D. Roosevelts New Deal-reformer. I utrikespolitiken var han en tidig internationalist. Han stödde FN, Trumandoktrinen, Marshallplanen, Nato och USA:s deltagande i Koreakriget. Han efterträddes som senator av Claiborne Pell.
Tidigare senatorn George W. Pepper avled den 24 maj 1961 och Green blev den äldsta då levande före detta ledamoten av USA:s senat.
Green var baptist och medlem av Cincinnatusorden. Hans grav finns på Swan Point Cemetery i Providence.